# Широкохвіст азійський
Широкохвіст азійський (Schoenicola platyurus) — вид горобцеподібних птахів родини кобилочкових (Locustellidae).

## Поширення
Ендемік Індії. Поширений у горах Західні Гати у штатах Махараштра, Андхра-Прадеш, Карнатака, Керала і Тамілнад. Мешкає у густій високій траві й очереті, поміж нерівним чагарником і кущами на відкритих схилах, іноді на крутих схилах, але особливо в болотистих або вологих западинах навколо вершин пагорбів на висоті 900—2000 м.

## Опис
Відмінною рисою є однорідний світло-коричневий верх і довгий широкий хвіст. Цей вид має жовто-коричневу надбрівну смужку, а коричневий хвіст має тонкі темні смуги. Нижня сторона його хвоста дуже темна, а пір'я мають білі кінчики. Самців і самиць неможливо відрізнити за оперенням.